# Laurent Fournier
Laurent Fournier (ur. 14 września 1964 w Lyonie) – piłkarz francuski grający na pozycji defensywnego pomocnika. 3 razy wystąpił w reprezentacji Francji.

## Kariera klubowa
Karierę piłkarską Fournier rozpoczął w klubie Olympique Lyon. W 1980 roku awansował do kadry pierwszego zespołu Olympique i wtedy też zadebiutował w jego barwach w Ligue 1. W 1983 roku spadł z Lyonem do Ligue 2 i na tym poziomie rozgrywek grał do 1988 roku. Wtedy też odszedł do AS Saint-Étienne. W Saint-Étienne grał przez 2 sezony.
Latem 1990 Fournier odszedł do Olympique Marsylia. W 1991 roku wywalczył z Olympique mistrzostwo Francji. Wystąpił też w przegranym po serii rzutów karnych finale Pucharu Mistrzów ze Crveną Zvezdą, a także finale Pucharu Francji z AS Monaco (0:1).
Latem 1991 Fournier przeszedł z Olympique do Paris Saint-Germain. Wraz z PSG wywalczył mistrzostwo kraju w 1994 roku i wicemistrzostwo w 1993. W 1993 roku zdobył też krajowy puchar. W 1994 roku odszedł do Girondins Bordeaux, ale po roku gry w nim wrócił do Paris Saint-Germain, gdzie osiągał kolejne sukcesy. W 1996 i 1997 roku dwukrotnie z rzędu został wicemistrzem kraju. W 1998 roku zdobył Puchar Francji i Puchar Ligi Francuskiej. W swojej karierze dwukrotnie wystąpił w finale Pucharu Zdobywców Pucharów - w 1996 roku w wygranym 1:0 z Rapidem Wiedeń, a w 1997 w przegranym 0:1 z Barceloną.
W 1998 roku Fournier odszedł z PSG do Bastii, w której po roku gry zakończył karierę.
| Sezon   | Klub                | Kraj    | Rozgrywki | Mecze | Bramki |
| ------- | ------------------- | ------- | --------- | ----- | ------ |
| 1980/81 | Olympique Lyon      | Francja | Ligue 1   | 15    | 0      |
| 1981/82 | Olympique Lyon      | Francja | Ligue 1   | 18    | 0      |
| 1982/83 | Olympique Lyon      | Francja | Ligue 1   | 32    | 4      |
| 1983/84 | Olympique Lyon      | Francja | Ligue 2   | 36    | 4      |
| 1984/85 | Olympique Lyon      | Francja | Ligue 2   | 32    | 4      |
| 1985/86 | Olympique Lyon      | Francja | Ligue 2   | 33    | 4      |
| 1986/87 | Olympique Lyon      | Francja | Ligue 2   | 32    | 4      |
| 1987/88 | Olympique Lyon      | Francja | Ligue 2   | 26    | 2      |
| 1988/89 | AS Saint-Étienne    | Francja | Ligue 1   | 34    | 3      |
| 1989/90 | AS Saint-Étienne    | Francja | Ligue 1   | 35    | 4      |
| 1990/91 | Olympique Marsylia  | Francja | Ligue 1   | 17    | 2      |
| 1991/92 | Paris Saint-Germain | Francja | Ligue 2   | 34    | 3      |
| 1992/93 | Paris Saint-Germain | Francja | Ligue 1   | 33    | 6      |
| 1993/94 | Paris Saint-Germain | Francja | Ligue 1   | 26    | 1      |
| 1994/95 | Girondins Bordeaux  | Francja | Ligue 1   | 31    | 4      |
| 1995/96 | Paris Saint-Germain | Francja | Ligue 1   | 34    | 2      |
| 1996/97 | Paris Saint-Germain | Francja | Ligue 1   | 31    | 1      |
| 1997/98 | Paris Saint-Germain | Francja | Ligue 1   | 27    | 0      |
| 1998/99 | SC Bastia           | Francja | Ligue 1   | 5     | 0      |

## Kariera reprezentacyjna
W reprezentacji Francji Fournier zadebiutował 26 sierpnia 1992 roku w przegranym 0:2 towarzyskim meczu z Brazylią. W 1992 roku rozegrał jeszcze dwa mecze eliminacji do MŚ 1994 i w kadrze narodowej zagrał łącznie 3 razy.
| Mecze i gole w reprezentacji | Mecze i gole w reprezentacji | Mecze i gole w reprezentacji | Mecze i gole w reprezentacji | Mecze i gole w reprezentacji | Mecze i gole w reprezentacji | Mecze i gole w reprezentacji |
| #                            | Data                         | Stadion                      | Rywal                        | Wynik                        | Gol                          | Rozgrywki                    |
| 1992                         | 1992                         | 1992                         | 1992                         | 1992                         | 1992                         | 1992                         |
| ---------------------------- | ---------------------------- | ---------------------------- | ---------------------------- | ---------------------------- | ---------------------------- | ---------------------------- |
| 1.                           | 26.08.1992                   | Paryż, Francja               | Brazylia                     | 0:2                          | 0                            | towarzyski                   |
| 2.                           | 09.09.1992                   | Sofia, Bułgaria              | Bułgaria                     | 0:2                          | 0                            | el. MŚ 1994                  |
| 3.                           | 14.10.1992                   | Paryż, Francja               | Austria                      | 2:0                          | 0                            | el. MŚ 1994                  |

## Kariera trenerska
Po zakończeniu kariery piłkarskiej Fournier został trenerem. W sezonie 1998/1999 prowadził Bastię, a w 2003 roku amatorski Pacy VEF. Następnie został trenerem rezerw Paris Saint-Germain, a w 2005 roku na krótko objął pierwszy zespół PSG. W 2007 roku był trenerem Nîmes Olympique, a w latach 2009–2010 - US Créteil-Lusitanos. W sezonie 2010/2011 prowadził RC Strasbourg, a w 2011 roku został zatrudniony w AJ Auxerre.